# Quách Thành Lai
Quách Thành Lai (1949 - 2018) là một doanh nhân người Việt Nam. Ông là người gốc Hoa, quê ở Vĩnh Châu (trước thuộc tỉnh Bạc Liêu, nay thuộc tỉnh Sóc Trăng). Ông nguyên là chủ tịch Hội đồng quản trị Công ty Dịch vụ văn hóa thể dục thể thao Thành Long , nguyên Chủ tịch Câu lạc bộ bóng đá Thành phố Hồ Chí Minh, thành viên sáng lập Bệnh viện Hoàn Mỹ. Ông thường được biết đến nhiều với tên Bầu Hưng, một nhân vật hoạt động nhiều trong bóng đá.

## Sự nghiệp
Quách Thành Lai sinh năm 1949 tại Vĩnh Châu, Bạc Liêu (nay là thị xã Vĩnh Châu thuộc tỉnh Sóc Trăng). Gia đình ông do thời cuộc phải lên Sài Gòn – Chợ Lớn lập nghiệp. Ông làm đủ thứ nghề từ làm bánh bột năng, đến bán bánh mì dạo... rồi sau này là cả cơ nghiệp lớn. Năm 14 tuổi, ông lên Sài Gòn "ở đợ" cho đến ngoài 20 tuổi thì mới có điều kiện nhảy vào thương trường kinh doanh.
Ông và vợ, được sự giúp đỡ của gia đình vợ, khởi đầu kinh doan bằng việc buôn bán tạp hóa.

## Tính cách
Quách Thành Lai là người rất đam mê bóng đá. Lúc rảnh, ông thường xỏ giày ra sân chơi ở vị trí thủ môn. Ông thích câu cá, trong một ngày ông có thể câu được 5–7 kg cá rô, cá trê. Ông còn mê đờn ca tài tử, trong Trung tâm Thành Long có cả Câu lạc bộ đờn ca tài tử, vì quê ông ở Bạc Liêu.
Vợ chồng ông Quách Thành Lai được đánh giá là dạy dỗ con cái tốt và thường xuyên làm từ thiện hay giúp đỡ các cựu tuyển thủ bóng đá..

## Lĩnh vực bóng đá
Từ năm 1998, ông Quách Thành Lai đầu tư và xây dựng câu lạc bộ bóng đá Thành Long chơi ở giải hạng nhì quốc gia.
Năm 2007, Bầu Hưng sở hữu thêm Câu lạc bộ bóng đá Thành phố Hồ Chí Minh tham gia tại giải hạng Nhì.
Đầu năm 2008, ông bán Câu lạc bộ bóng đá Thành Long (hạng nhì quốc gia) cho Công ty cổ phần Kinh doanh tổng hợp Bình Dương. Lý giải về việc này, báo Tuổi Trẻ cho rằng đây là "bước đi hợp lý của bầu Hưng" vì "sau khi nhận câu lạc bộ Thành Long, TDC Bình Dương sẽ đặt bảng quảng cáo dài hạn tại Trung tâm thể dục thể thao Thành Long. Đồng thời sẽ chuyển giao khoảng mười cầu thủ U-19 cho Thành Long. Và cái lợi đầu tiên này đang nằm ở thì tương lai... Kế đến, dù chuyển giao CLB Thành Long cho Bình Dương, nhưng bầu Hưng vẫn còn trong tay Câu lạc bộ bóng đá thành phố Hồ Chí Minh (hạng nhì quốc gia) cùng CLB U-19 Thành Long (hạng ba quốc gia). Việc bớt đi một đội bóng cùng đẳng cấp sẽ giúp bầu Hưng có điều kiện tập trung đầu tư cho CLB bóng đá TP.HCM để đưa đội trở lại Giải hạng nhất quốc gia ở mùa bóng 2008." 
Nhưng Câu lạc bộ bóng đá thành phố Hồ Chí Minh do bầu Hưng đầu tư thi đấu không hiệu quả, trong đó có phần lỗi do cách quản lý sai lầm của ông. Năm 2009, ông đã bán Câu lạc bộ TP.HCM cho công ty Thép Miền Nam với "cái giá không thấp" (2 tỷ đồng).

## Công việc kinh doanh
- Năm 2007, giới báo chí đã nhận xét về công việc kinh doanh của doanh nhân Quách Thành Lai:

" Đầu tư 150 tỷ đồng cho trung tâm huấn luyện bóng đá rộng 11 ha, được coi là hiện đại bậc nhất Việt Nam mà không thu được một đồng tiền lãi nào... "

### Trung tâm thể thao Thành Long
Khởi công xây dựng năm 2001 tại xã Phong Phú, huyện Bình Chánh với kinh phí đầu tư khoảng 150 tỷ đồng, bao gồm bốn sân bóng đá đạt tiêu chuẩn thi đấu, trong đó có một sân có khán đài mái che đạt tiêu chuẩn quốc tế với hệ thống chiếu sáng phục vụ thi đấu ban đêm và các phòng chức năng phục vụ việc tổ chức thi đấu. Trung tâm có bốn sân cỏ nhân tạo mini thi đấu năm người và bảy người, một hồ bơi trong nhà, bốn sân quần vợt. Ngoài ra còn có một nhà hát sức chứa 1.200 chỗ ngồi, sáu nhà hàng phục vụ tiệc cưới, hội nghị, liên hoan, sinh nhật; bốn khách sạn tiêu chuẩn ba sao với 180 phòng; dịch vụ giải trí như massage, karaoke, Internet, billiards, khu câu cá giải trí, làng nướng, sân khấu ca nhạc hát với nhau.
Trung tâm thể thao Thành Long là nơi tập huấn của các đội bóng trong nước, học sinh Hàn Quốc sang tập luyện trú đông, đội tuyển bóng đá nữ Việt Nam, đội tuyển quốc gia, Olympic và các đội trẻ. Liên đoàn bóng đá Đông Nam Á (AFF) hay châu Á (AFC) cũng chọn nơi đây tổ chức các Giải U-20 Đông Nam Á 2007, vòng loại bóng đá nữ châu Á 2008. Nơi đây là điểm đóng quân dài hạn của Quỹ đào tạo tài năng trẻ bóng đá Việt Nam (PVF) với hơn 100 huấn luyện viên, cầu thủ, bảo mẫu, bác sĩ.
Theo một số nguồn tin, đầu năm 2011, Ông Quách Thành Lai đã chuyển giao quyền quản lý trung tâm thể thao Thành Long cho một doanh nhân trong lĩnh vực ngân hàng. Lý do ông muốn chuyển nhượng là do ông mệt mỏi với công việc quản lý, bệnh tim ngày một nghiêm trọng hơn nên muốn nghỉ ngơi và trị bệnh.

## Câu nói
- "Nếu thành phố bật đèn xanh, tôi sẵn sàng đi tiên phong với phương châm phi lợi nhuận" [3]
- "Tôi không có thương hiệu, tôi làm bóng đá vì lòng đam mê, không kinh doanh. Đó là điểm rất khác nhau giữa tôi với các ông bầu".[3]
- "Chuyển giao câu lạc bộ Thành Long, tôi xót lắm! Nhưng nếu bán câu lạc bộ bóng đá thành phố Hồ Chí Minh thì cái tên thành phố Hồ Chí Minh sẽ mất đi trên bản đồ bóng đá nước nhà. Vì vậy tôi đành phải chọn con đường giữ lại phiên hiệu cho bóng đá thành phố ".[6]
- "Tôi chỉ là dân làm bóng đá phong trào. Khi tập tễnh làm bóng đá đỉnh cao đã mắc hàng loạt sai lầm. Trong đó, sai lầm lớn nhất là việc cưỡng lại xu thế chung trong việc thuê cầu thủ ngoại. Cầu thủ của mình còn yếu quá, không tăng cường ngoại binh không được. Tiếc rằng mình đã quá khắt khe trong cách nhìn về chuyện thuê ngoại binh".[17]